# 林田博
林田 博（はやしだ ひろし、1952年7月29日 - ）は、日本の国土交通技官。元国土交通省大臣官房技術総括審議官、国土交通省港湾局長。新日鐵住金顧問。長崎県出身。

## 経歴
1952年長崎県生まれ。長崎県立長崎東高等学校を経て、1978年に京都大学大学院工学研究科土木工学専攻を修了後、運輸省に入省。一貫して港湾畑を歩み、2004年国土交通省港湾局企画課長、2006年国土交通省大臣官房技術参事官を経て、2009年港湾局長。2011年から技術総括審議官を務め、2013年に退官。
退官後は、新日鐵住金顧問となったほか、2013年に設立された産業遺産国民会議の顧問に就き、明治日本の産業革命遺産の世界遺産登録に向けた活動にも関わった。また、2016年には国際航路協会副会長に選出された（日本人として6人目）。

## 略歴
- 1978年3月 - 京都大学大学院工学研究科土木工学専攻修了
- 1978年4月 - 運輸省入省、第五港湾建設局企画課
- 1981年4月 - 運輸省港湾局環境整備課
- 1985年4月 - 国土庁大都市圏整備局計画課専門調査官
- 1986年10月 - フランス政府給費留学（フランス運輸省）
- 1987年12月 - 沿岸開発技術研究センター主任研究員
- 1989年7月 - 運輸省港湾局建設課国際業務室補佐官
- 1991年4月 - 同省港湾局企画課補佐官
- 1993年10月 - 運輸省第二港湾建設局宮古港工事事務所長
- 1996年4月 - 同省第二港湾建設局工務第一課長
- 1998年7月 - 同省港湾局建設課建設企画調査官
- 1999年 - 同省港湾局海岸・防災課海岸企画官
- 2000年8月 - 同省港湾局技術課技術指導官
- 2001年1月 - 国土交通省港湾局環境・技術課技術指導官
- 2001年7月 - 同省港湾局計画課企画調査室長
- 2003年5月 - 同省港湾局環境・技術課環境整備計画室長
- 2004年1月 - 同省港湾局企画課長
- 2006年7月 - 国土交通省大臣官房技術参事官
- 2009年7月 - 同省港湾局長
- 2011年9月 - 同省技術総括審議官
- 2013年1月 - 退官